# Лобург
Лобург (нем. Loburg) — бывший город в Германии, в земле Саксония-Анхальт. Ныне входит в состав города Мёккерн района Йерихов.
Население составляет 2385 человек (на 31 декабря 2006 года). Занимает площадь 44,39 км².

## История
Впервые упоминается в 965 году. С 1207 года имеет статус города. С 1952 по 1957 год Лобург был районным центром.
1 января 2009 года Лобург вошёл в состав города Мёккерн.